# Baa, Baa, Black Sheep

«Baa, Baa, Black Sheep»

Baa, Baa, Black Sheep — популярная английская детская потешка, переложенная на французскую мелодию 1761 года «Ah! Vous dirai-je». Эта же мелодия используется для песенок «Twinkle Twinkle Little Star» и «Alphabet song» («Песня-алфавит»). За два с половиной столетия слова мало изменились. Было высказано предположение, что стишок имеет историческую подоплёку, и выражает жалобу средневекового жителя Англии на налог с шерсти, а в XX веке потешка стала предметом споров о «политкорректности». Согласно «Индексу народных песен Роуда» (англ. Roud Folk Song Index) имеет номер 4439.

## Наиболее распространённая версия

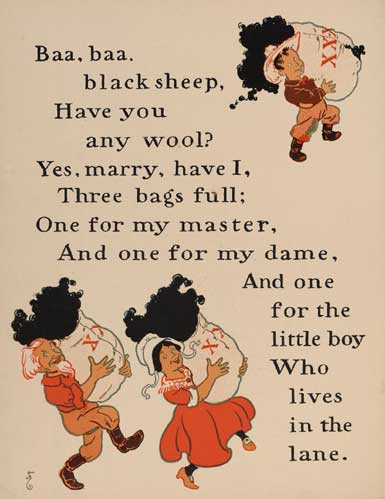
Иллюстрация Уильяма Дэнслоу к песенке (издание Матушки Гусыни, 1901 год)

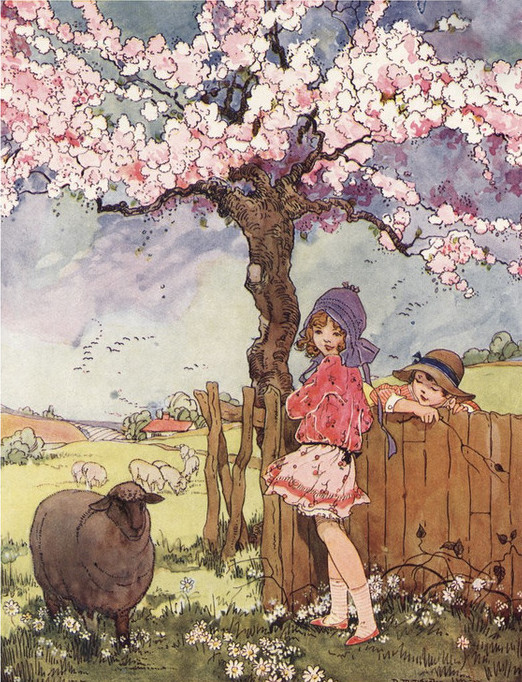
Иллюстрация к песенке Дороти Вилер

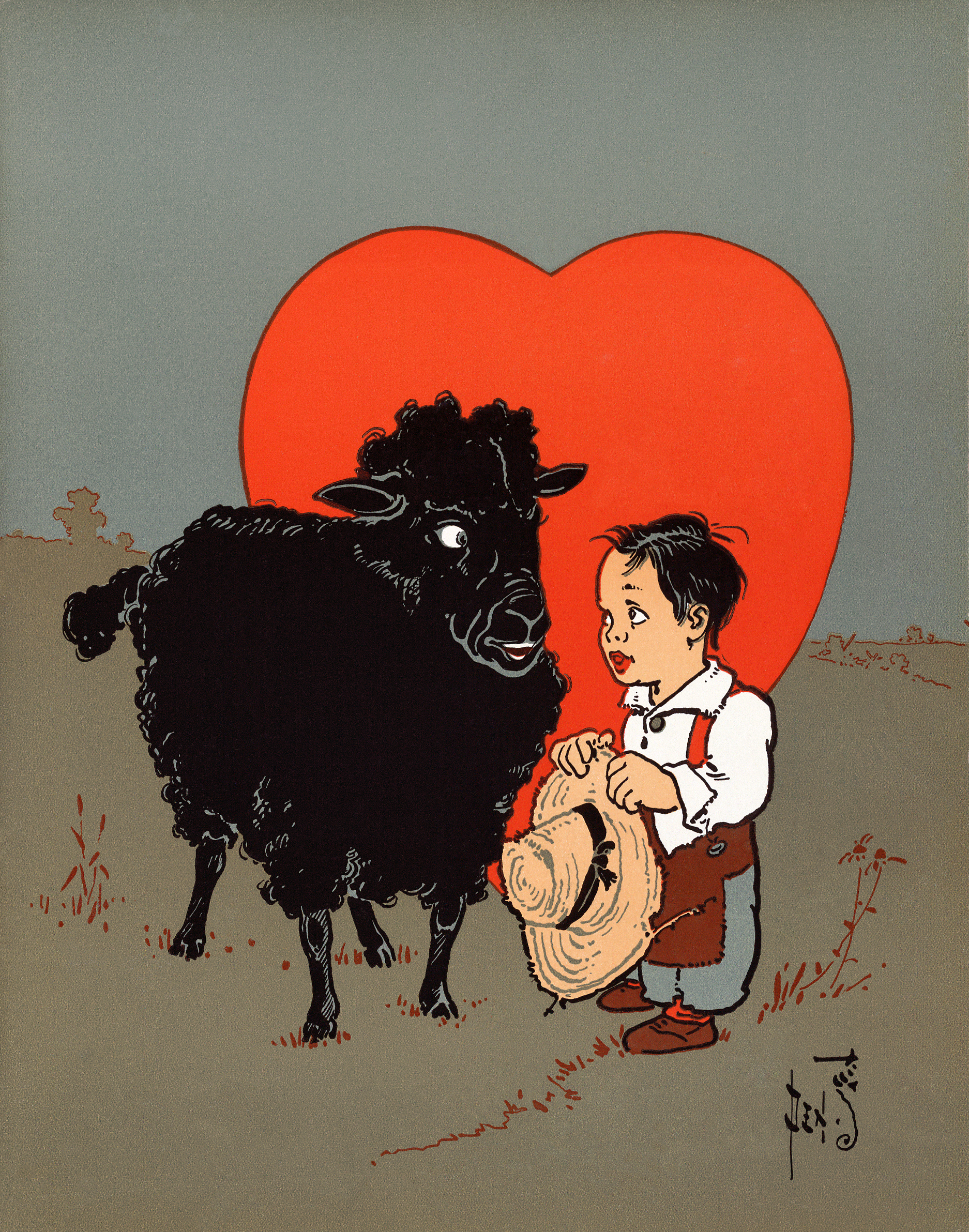
Чёрная овечка (иллюстрация Дэнслоу)

Современный английский оригинал:

Baa, baa, black sheep,
Have you any wool?
Yes, sir, yes, sir,
Three bags full;
One for the master,
And one for the dame,
And one for the little boy
Who lives down the lane

Перевод С. Я. Маршака:

Ты скажи, барашек наш,
Сколько шерсти ты нам дашь?
Не стриги меня пока.
Дам я шерсти три мешка:
Один мешок — Хозяину,
Другой мешок — Хозяйке,
А третий — детям маленьким
На тёплые фуфайки.

Другой вариант перевода:

Бека-бебека овца-чернавка
Шерсти найдёшь ли ты?
Да, мой хозяин, шерсти не жалко
Три сумки полным-полны:
Одна — для господина,
Одна — для его спутницы,
Одна — и для мальчишки,
Что вниз живёт по улице.

## История публикации
Этот стишок был впервые напечатан в «Tommy Thumb's Pretty Song Book», старейшем сборнике английских детских стихов, опубликованном в 1744 году с текстом, очень похожим на тот, который используется в настоящее время. В последующем, в дошедшем до нас печатном издании Мелодии Матушки Гусыни (ок. 1765 года), последние строчки стиха были изменены: «Но ни одной — для маленького мальчика, который кричит в переулке». В разных областях Великобритании и Северной Америки существуют собственные вариации песенки с незначительными отличиями.
Слова вместе с нотами были впервые изданы в 1879 году в Филадельфии, Альбертом Разевигом (Rosewig) в сборнике «Nursery Songs and Games» («Детские песни и игры»).

## Происхождение и интерпретации
Как и для многих других детских потешек, делались попытки найти истоки происхождения и для Baa, Baa, Black Sheep, а также объяснить её смысл. Кэтрин Элвис Томас (Katherine Elwes Thomas) в книге «The Real Personages of Mother Goose» («Реальные персонажи Матушки Гусыни») (1930 год) предположила, что стишок является отражением негодования по поводу тяжёлого бремени налогов на шерсть, особенно на широко осуждаемый в средневековье, английский «великий» или «старый таможенный» шерстяной налог 1275 года, который сохранялся до XV века. Тем не менее, этот налог не включал в себя (судя по толкованию) сбора одной трети для короля и одной трети — на церковь, имея не столь грабительский тариф — около 5 % от стоимости сбора короны за мешок.
Позже песенку связали с работорговлей, особенно в южной части Соединённых Штатов Америки. Эта интерпретация была выдвинута во время публичных дебатов 1980-х годов по поводу политкорректности использования данного детского стишка, который рекомендовалось переписать, однако не было приведено никаких исторических свидетельств в поддержку выдвинутой гипотезы. Первые публичные разногласия в Великобритании касательно этого случая возникли в 1986 году; как утверждалось в прессе, цвет овцы (чёрный) выглядел сомнительно с расовой точки зрения (негры — тоже «чёрные», вероятный намёк на сравнение негров с животными). Аналогичный спор возник в 1999 году, когда проект по «политкорректному» исправлению детского стишка был представлен Бирмингемскому муниципальному совету рабочей группой по проблемам расизма в детских учреждениях, проект, однако, не был одобрен или реализован. Два частных детских сада в Оксфордшире в 2006 году всё же изменили слова песни с заменой слова «чёрная» (овца) на множество других прилагательных, таких как «счастливая», «грустная», «прыгучая» и «розовая». Некоторые комментаторы утверждали, что эти дебаты были преувеличены или искажены некоторыми представителями прессы, будто бы являясь частью более обширной кампании, направленной против политкорректности.
Название Baa, Baa, Black Sheep носит автобиографический рассказ Киплинга. Исходя из контекста, в конце XIX века устойчивое сочетание Black Sheep имело значение «паршивая овца (в стаде)» (в рассказе — прозвище самого Киплинга в пансионе).
Вместо того, чтобы искать отрицательный смысл, возможно простое объяснение, связанное с особой ценностью шерсти чёрных овец, так как из этой шерсти могло быть получено чёрное сукно без применения окрашивания.

## Культурное влияние

Эмблема подразделения «VMA-214» морской пехоты США

Фраза «Да, сэр, да, сэр, три полных сумки, сэр» («yes sir, yes sir, three bags full sir») используется в Англии для описания любого подобострастного или трусливого подчинённого. Эта фраза впервые засвидетельствована в 1910 году, и первоначально была распространена в Королевском военно-морском флоте Великобритании.
Термин «диалект Baa, Baa, Black Sheep» также неофициально используется в лингвистике для описания вариантов построения предложений в английском языке: выражение «Have you any wool?» («Есть ли у вас шерсть?») в сравнении с альтернативным «Do you have any wool?» («У вас есть шерсть?») отличается вспомогательным глаголом «do» («делать»). В вопросе «Have you any wool?» глагол «have» («иметь») выступает в качестве переходного глагола со смыслом владения, однако он также ведёт себя как вспомогательный в том случае, когда подвергается синтаксической инверсии.
Стишок часто встречается в английской литературе и популярной культуре. В 1888 году Редьярд Киплинг использовал его для того, чтобы дать название одному из своих рассказов (в русском переводе «Ме-е, паршивая овца»).
Выражение «Black Sheep Squadron» («Эскадрилья Чёрной Овцы») с 1942 года используется в именовании подразделения VMA-214 корпуса морской пехоты США, а строчка «Baa Baa Black Sheep» была взята в качестве названия для книги о командире упомянутого подразделения, полковнике Грегори «Паппи» Боингтоне, а также использована в названии сериала (впоследствии продолженного как «Black Sheep Squadron»), который был показан на NBC с 1976 по 1978 год.
В 1951 году, наряду с хитом «In the Mood», «Baa, Baa, Black Sheep» стала первой песней в истории, которая была оцифрована и сыграна на компьютере.
В 1990 году песня была экранизирована в виде мультфильма, вошедшего в сегмент 20-го выпуска журнала «Весёлая карусель».
Австралийский певец Готье использовал первые четыре такта мелодии из «Baa, Baa, Black Sheep», сыгранные на ксилофоне, в своей песне «Somebody That I Used to Know», изменив лишь пару нот во втором («Have you any wool?»).